# Soldiers of Love (Lighthouse X-dal)
A Soldiers of Love (magyarul: A szerelem katonái) a dán Lighthouse X együttes dala, mellyel Dániát képviselték a 2016-os Eurovíziós Dalfesztiválon, Stockholmban. A dal a Danmarks Radio által szervezett nemzeti döntőben nyerte el az eurovíziós indulás jogát 2016. február 13-án.

## Eurovíziós Dalfesztivál
A dalt az Eurovíziós Dalfesztiválon a május 12-i második elődöntőben adták elő, fellépési sorrendben tizenharmadikként a Bulgáriát képviselő Poli Genova If Love Was a Crime című dala után, és az Ukrajnát képviselő Jamala 1944 című dala előtt. Az elődöntőben a tizenhetedik, utolsó előtti helyen végeztek, így nem jutottak tovább a május 14-i döntőbe.
A következő dán induló Anja Where I Am című dala volt a 2017-es Eurovíziós Dalfesztiválon.